# Palais de justice de Dijon
Le palais de justice de Dijon (ancien Parlement de Dijon) se situe à Dijon en France, Il a été classé monument historique le 15 février 1926.

## Présentation
- Le bâtiment ancien, devenu cour d'appel

De 1480 à 1789, il abritera l'ancien Parlement de Dijon. Suivront de 1790 à 1989 le Tribunal de première instance et le Tribunal de grande instance. De nombreux éléments de l’édifice font l’objet d’un classement au titre des monuments historiques depuis le 15 février 1926. Ne subsiste aujourd'hui que la Cour d'appel de Dijon
- Le nouveau bâtiment, appelé « Cité judiciaire » (1989)

Depuis 1989, le Tribunal judiciaire, le Conseil de prud'hommes, le Tribunal de commerce siègent à la Cité judiciaire de Dijon situé 13, boulevard Clemenceau.

## Architecture
La construction débute au XVIe siècle en 1518 avec la Chambre Dorée, achevée en 1522. L'édification de la Tournelle est entreprise en 1549. La Salle Saint Louis et la façade renaissance sont terminées en 1580. Cette dernière comporte une porte sculptée par Hugues Sambin. La Chambre des Requêtes date du XVIIe siècle, le plafond est décoré d'une Allégorie de la justice réalisée en 1688 par Gabriel Revel membre de l’Académie royale de peinture et sculpture. Les travaux se poursuivent au XVIIIe siècle en façade sur la place du Palais. Durant le XIXe siècle, des restaurations interviennent avec notamment le déplacement de la Chapelle du Saint-Esprit dans le prolongement de la salle Saint Louis.

### La salle des pas perdus, nommée également la "salle St Louis"
Elle est représentative d’une architecture assez répandue à l’époque. La voûte en nef de bateau renversé, ainsi que la symétrie dans l’ouverture et les décorations, donnent un style néogothique à l’ensemble du palais. De cette chapelle, il ne reste qu’une œuvre d’art majeure, une porte en bois sculpté. La salle des malades des hospices de Beaune est quasiment identique, sans qu’il soit possible de déterminer quelle salle est la réplique de l’autre.

### La salle de la Cour d'assises
Elle est la plus récente du bâtiment. Elle fut construite à partir de 1862 pour accueillir les assises qui se tenaient auparavant dans l’ancienne Grand’ chambre. Elle est caractérisée par son plafond, qui vient de l’ancienne chambre des comptes. Au centre, les armes de France et de Navarre sont entourées par le collier de l’ordre de Saint Michel. Une peinture, « La Famille », datant de 1901, orne un mur de la salle. Une maxime y est gravée : "non omnis moriar" (je ne mourrai pas en entier).

### La chambre dorée
Elle fut construite à l’initiative de Louis XII et achevée entre les années 1510 et 1522. Le plafond est composé de trente-cinq caissons ornés de motifs en relation avec le pouvoir royal. Au centre de la frise se trouvent les lettres qui signifient Yahvé, le nom de Dieu dans la bible, signifiant que la justice de Dieu domine celle des hommes. Ce plafond a été remanié sous Louis XIII, « L » signifiant Louis et « A » Autriche. Les vitraux de la salle, que l’on appelle des grisailles, représentent la foi, la charité et l’espérance. On y trouve également une tapisserie des Gobelins datant de la fin du XVIIIe siècle qui représente une scène biblique : « Laban et ses filles ».

### La salle des enquêtes
Aujourd’hui la bibliothèque de la cour d’appel, elle fut construite en 1641. Au plafond, une peinture représente une allégorie de la justice. S’y trouvent également des ouvrages anciens qui ont échappé à la destruction et aux pillages au moment de la Révolution. On retrouve dans cette salle les symboles traditionnels de la justice, la balance, le serpent, le glaive et également une main de justice.

### La Grand’ chambre
Cœur historique du Parlement de Bourgogne, elle est la partie la plus ancienne du palais, et le cabinet actuel du premier président. Au XVIIe siècle, on a substitué des baies rectangulaires aux baies en accolade, et on l’a divisée en plusieurs parties. C’est là que se tenaient les audiences car la salle était mieux chauffée que la chambre dorée, qui était utilisée seulement pour les séances d’apparat. S’y trouvent encore quelques ouvrages très anciens. L’actuel bureau du secrétariat général faisait également partie de la Grand’ chambre. S’y trouve notamment un portrait du chancelier d’Aguesseau, qui fait partie de quelques portraits qui sont en dépôt, mais qui sont la propriété de l’Hôpital général.

### La salle des avocats, anciennement chambre de la tournelle
Elle fut construite en 1549 et complètement remaniée au XVIIe siècle. Elle est remarquable par son plafond à la française, son décor polychrome, et une cheminée monumentale datant de 1610 qui provient du château de Turcey. Au-dessus de la cheminée se trouve l’écusson royal entouré des colliers des ordres de Saint-Michel et du Saint-Esprit. Le nom  « chambre de la tournelle » reprend l’image des conseillers qui siégeaient à tour de rôle. Dans cette salle se trouve une porte datant de l’époque d’Henry II avec une lettre « H» au centre, une lettre « C », qui évoque son épouse Catherine de Médicis, et un « C » inversé pour sa maîtresse, Diane de Poitiers.

### La courette
Elle est garnie d’arcades avec un puits, qui correspondait à la conciergerie à savoir les prisons. Il en existe encore une trace avec la porte d’un des anciens cachots. Celle-ci mène à une salle du sous-sol voûtée aux murs très épais.

### Photographies

#### Extérieur

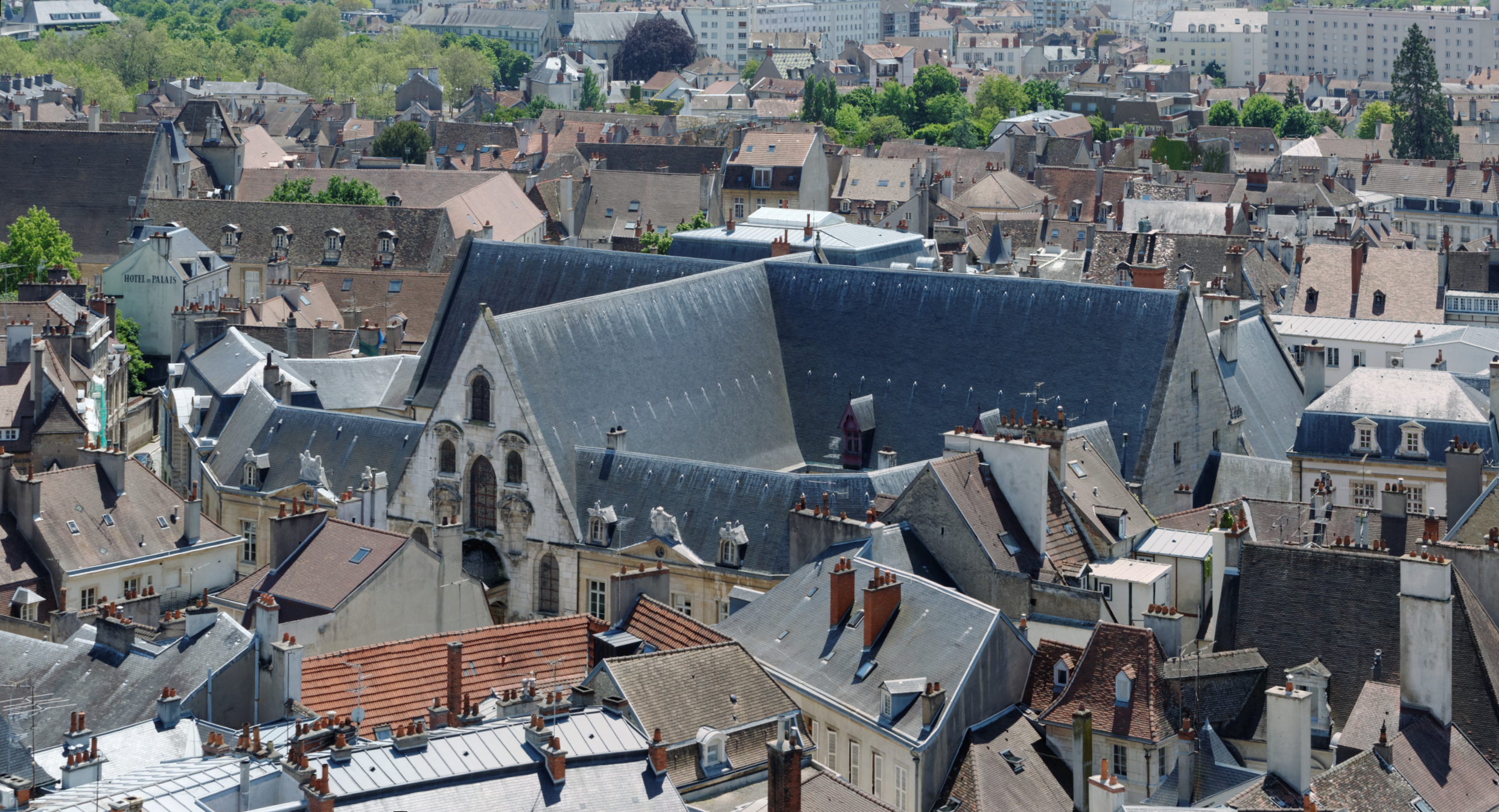
Vue panoramique du palais de justice
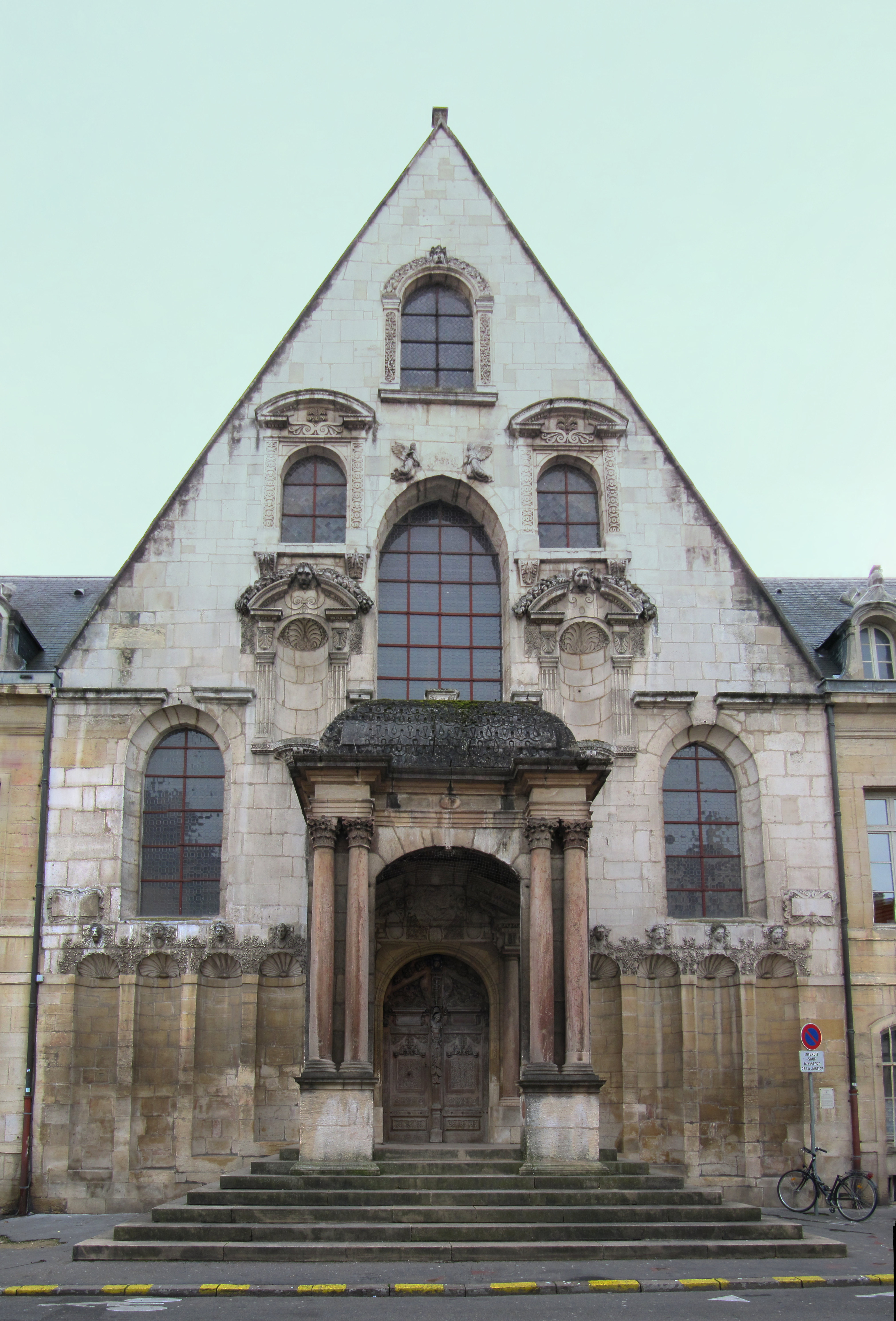
Façade principale rue du Palais
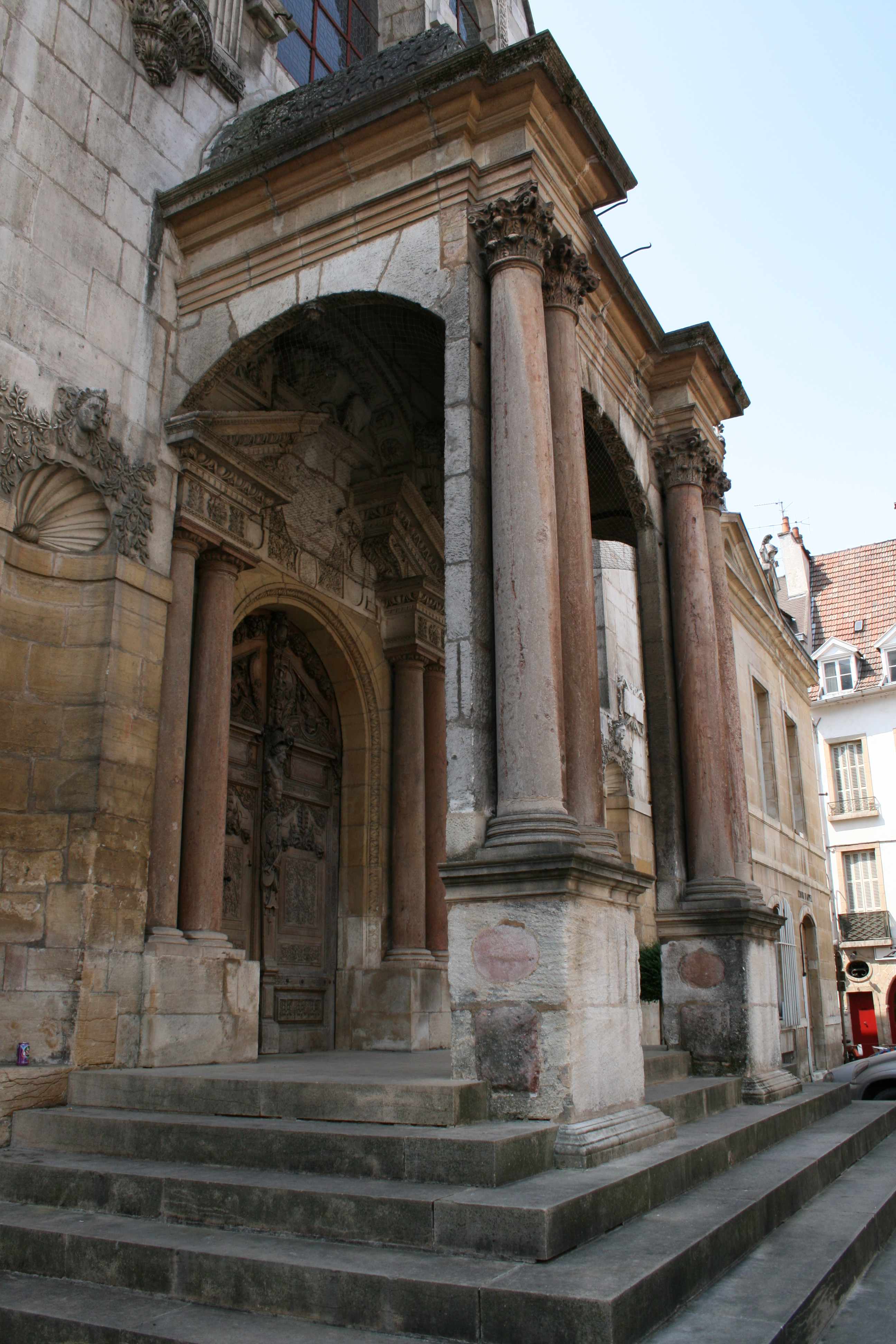
Entrée du Palais de justice
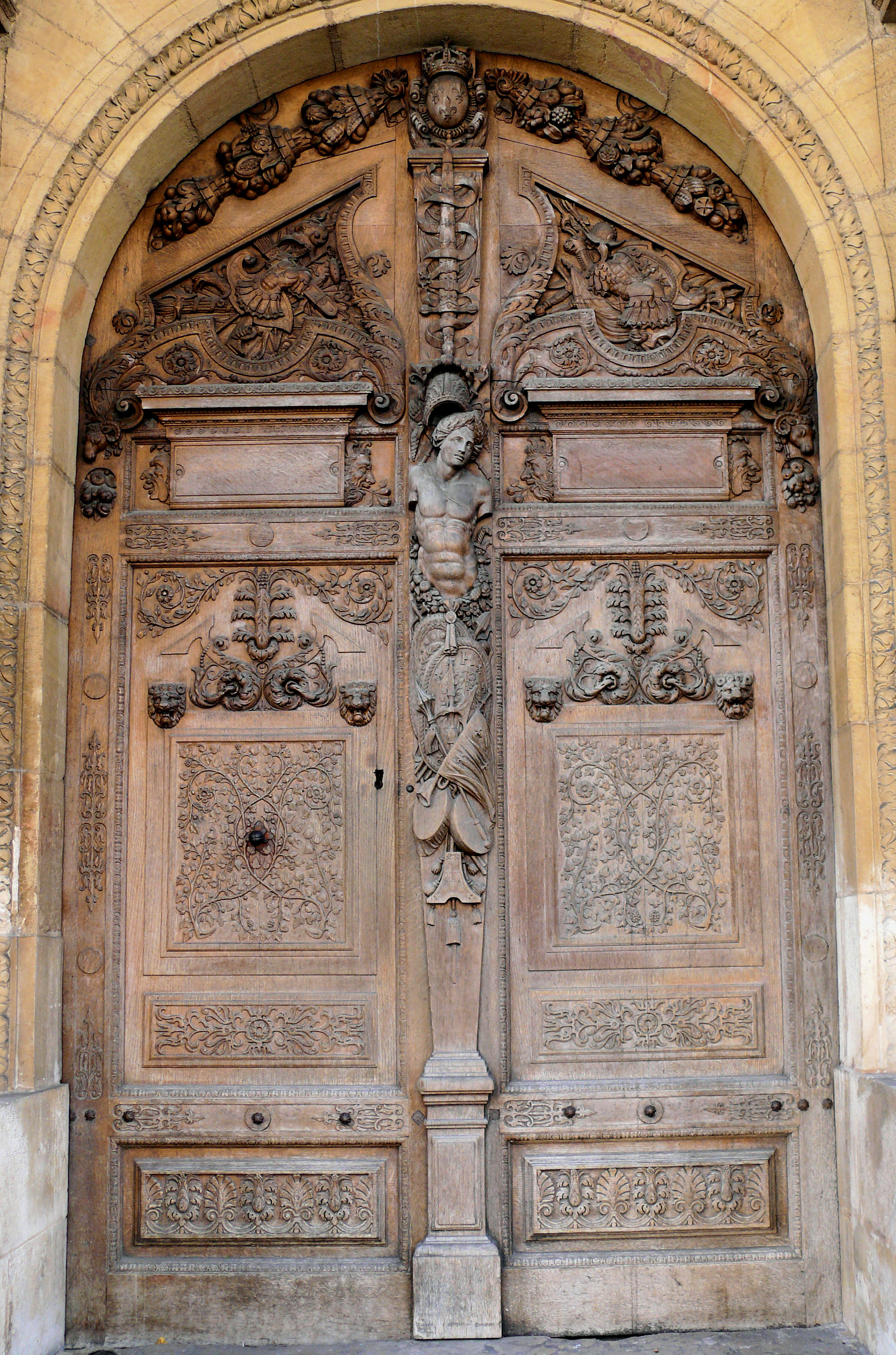
Porte d'Hugues Sambin
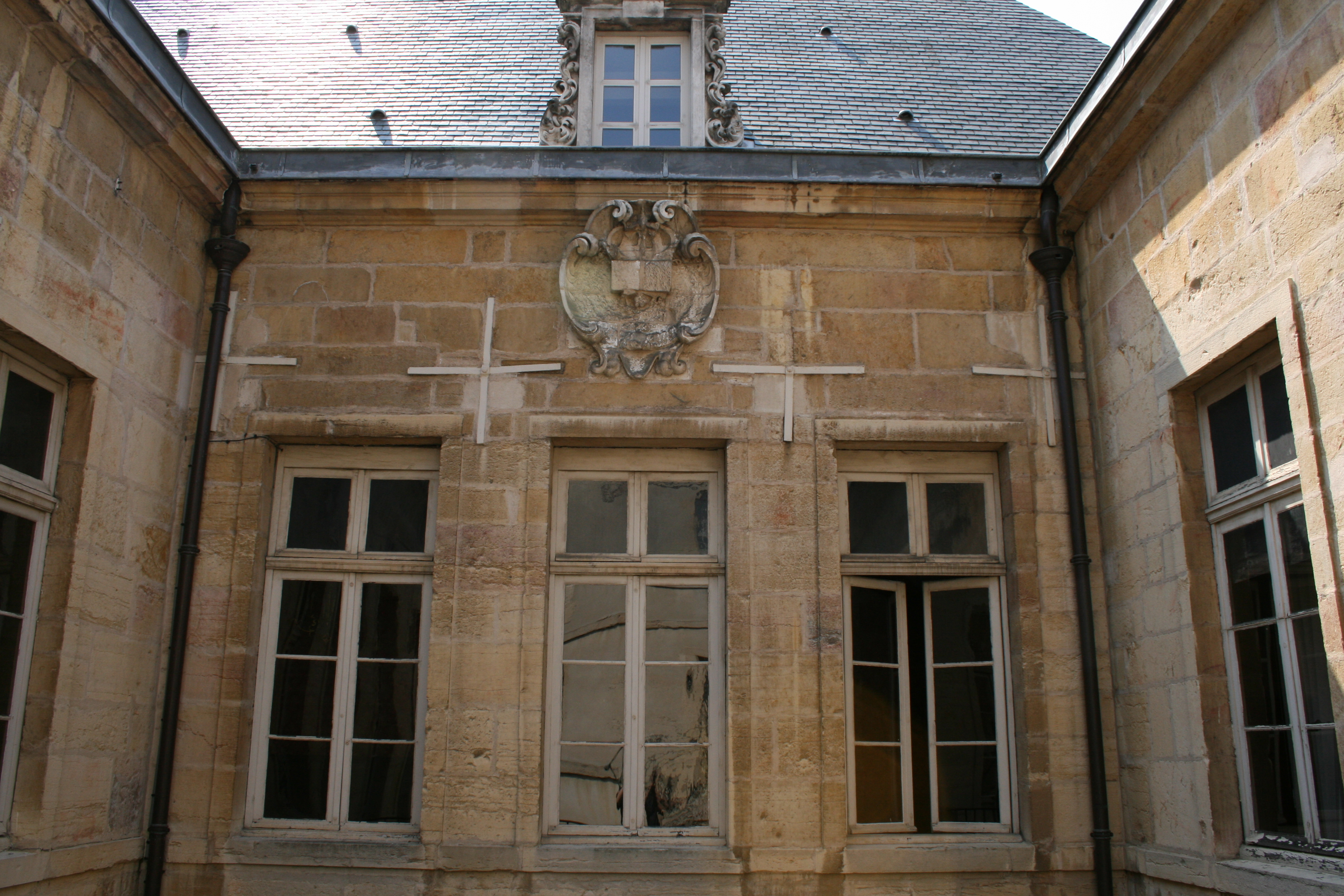
Façade de la tournelle
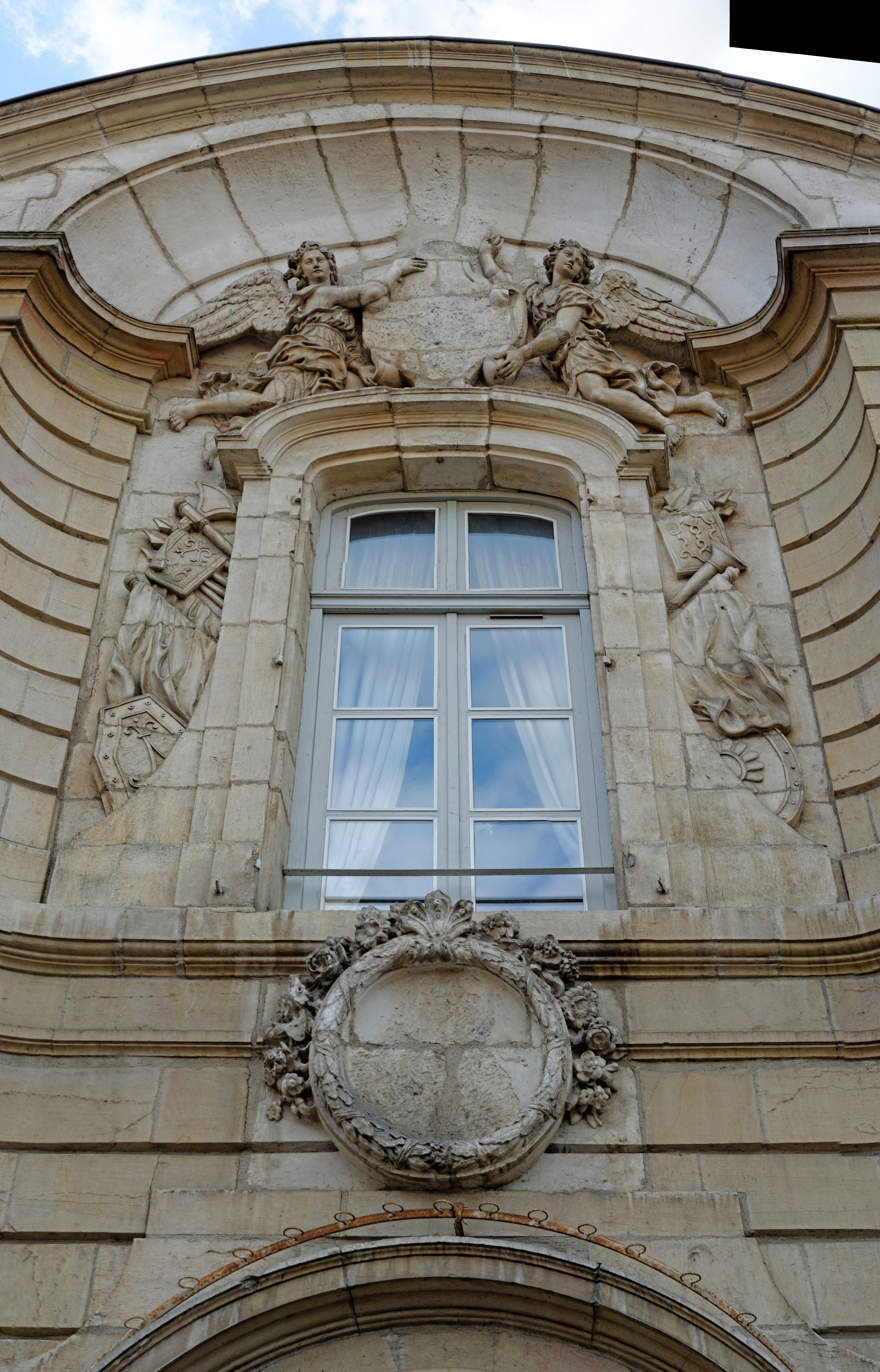
Façade au n°10 rue du Palais
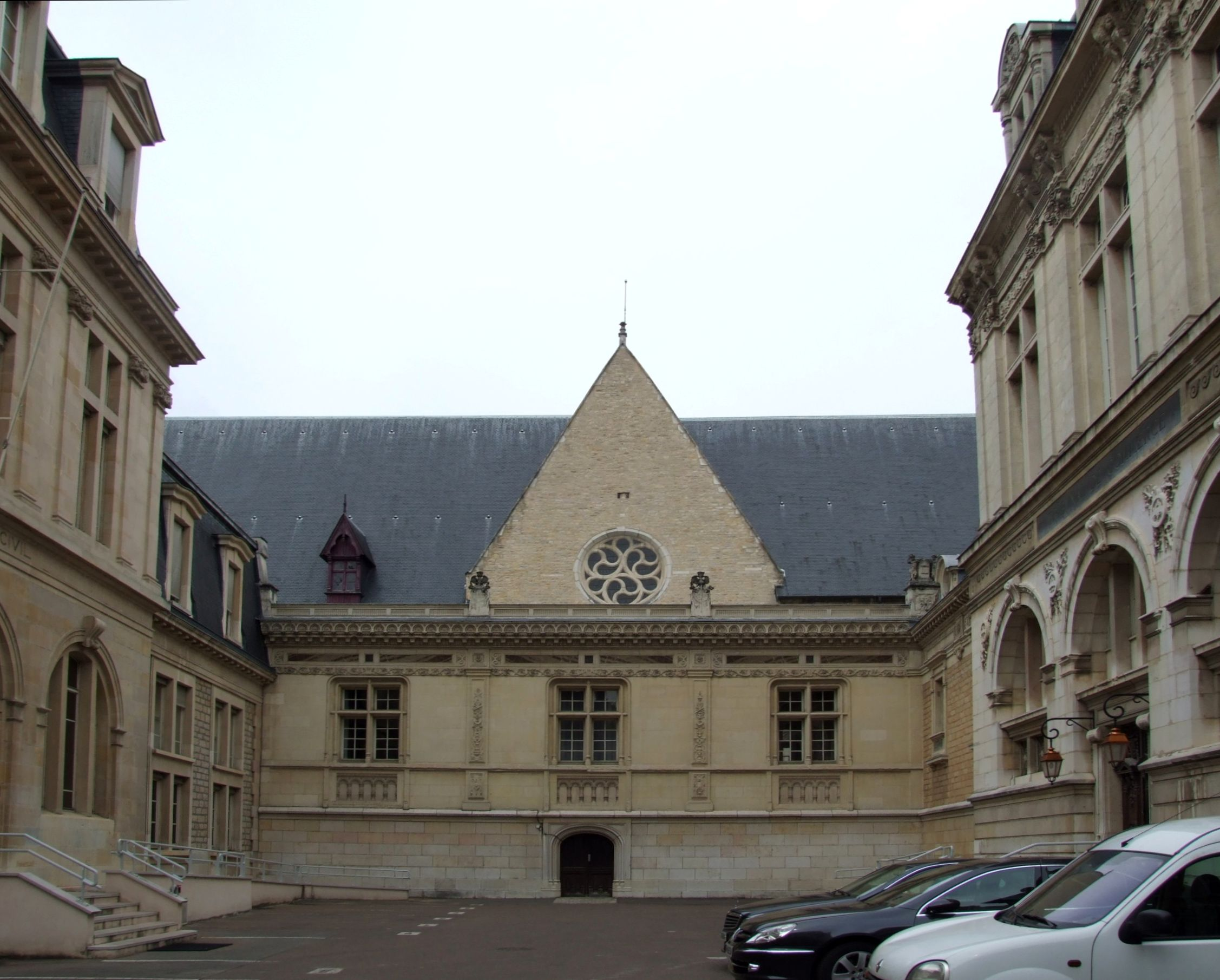
L'arrière du Palais de justice rue Amiral Roussin

#### Intérieur

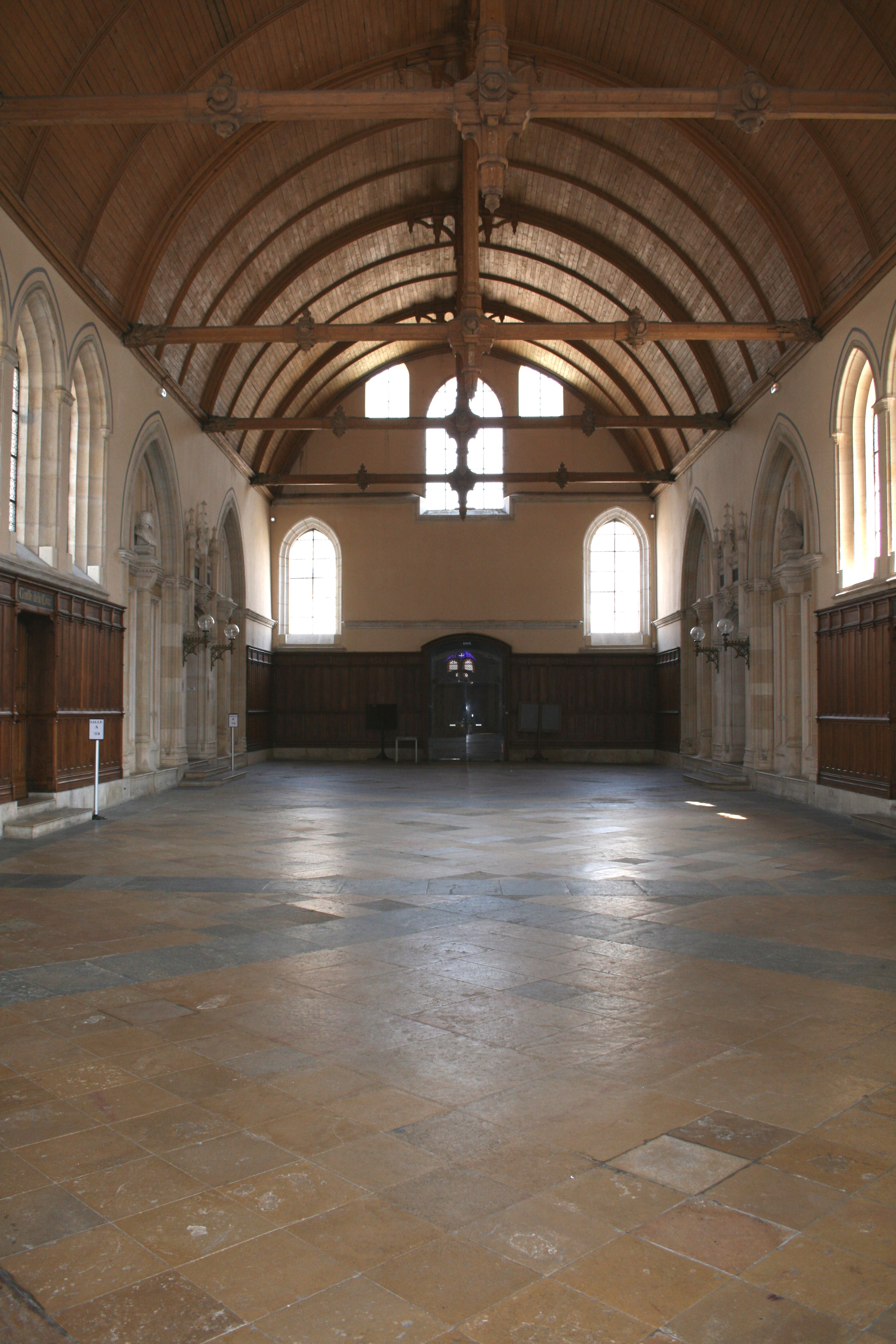
Salle Saint Louis
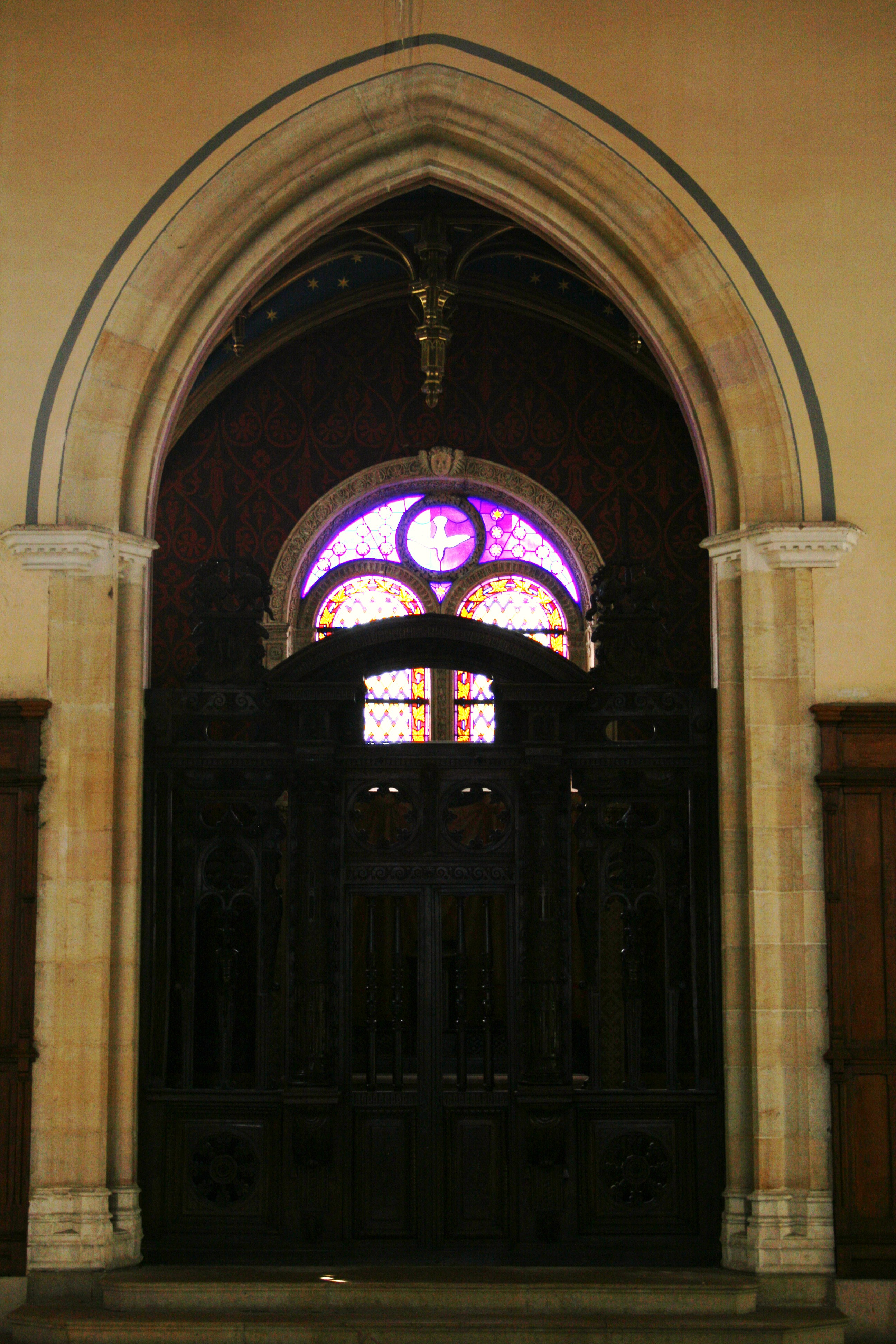
Chapelle du Saint Esprit
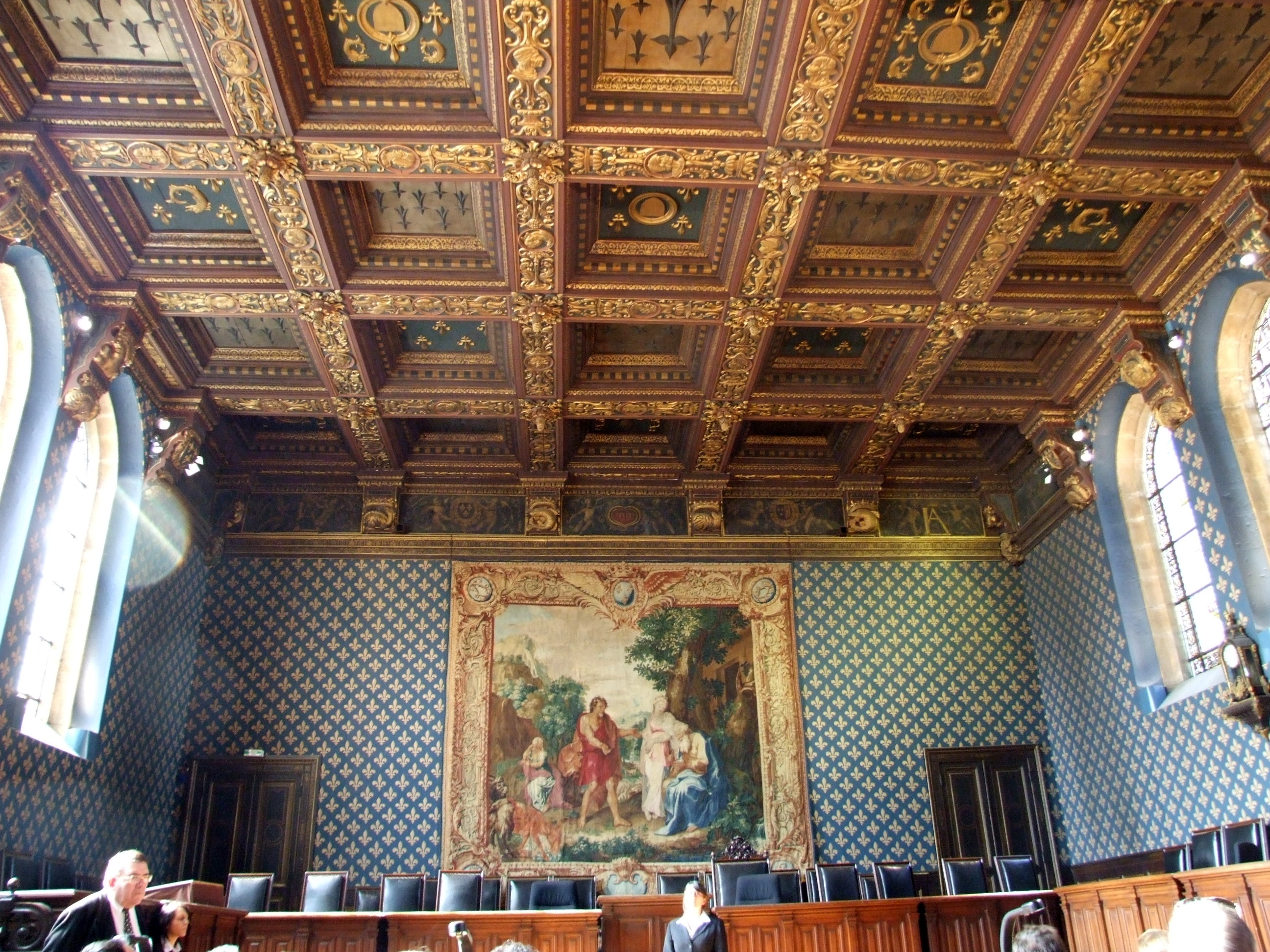
La chambre dorée
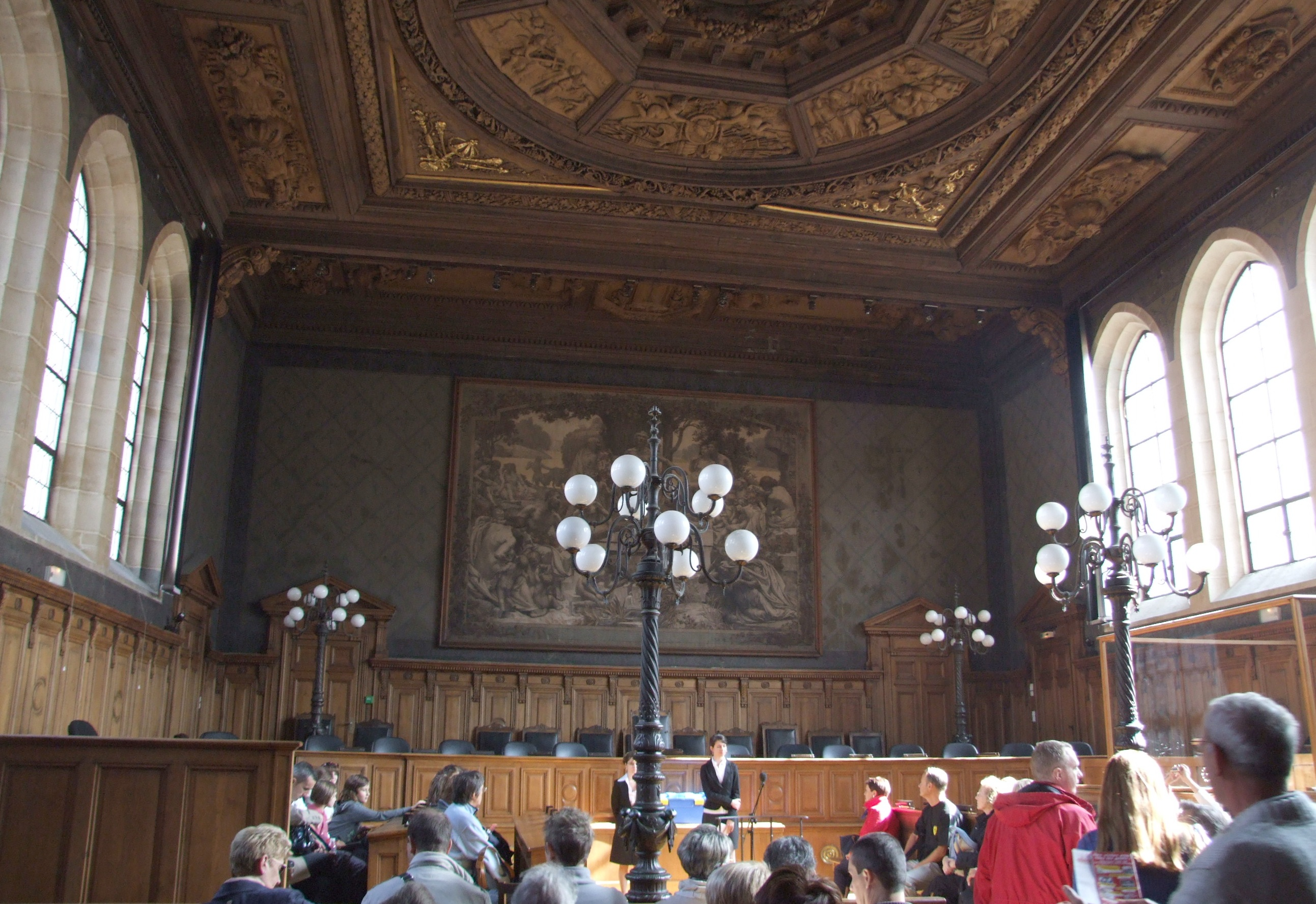
La salle des assises
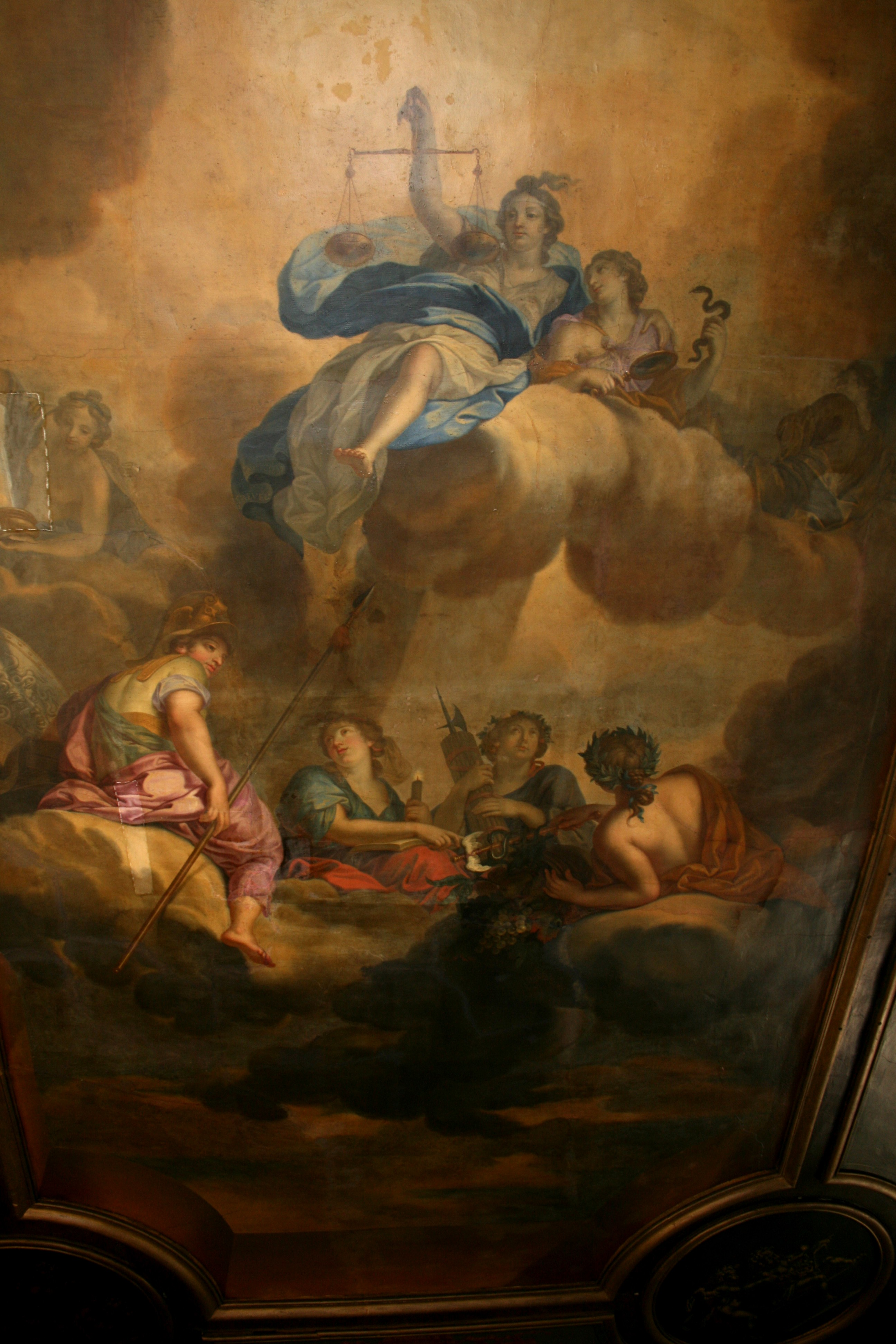
Plafond de l'ancienne Chambre des enquêtes
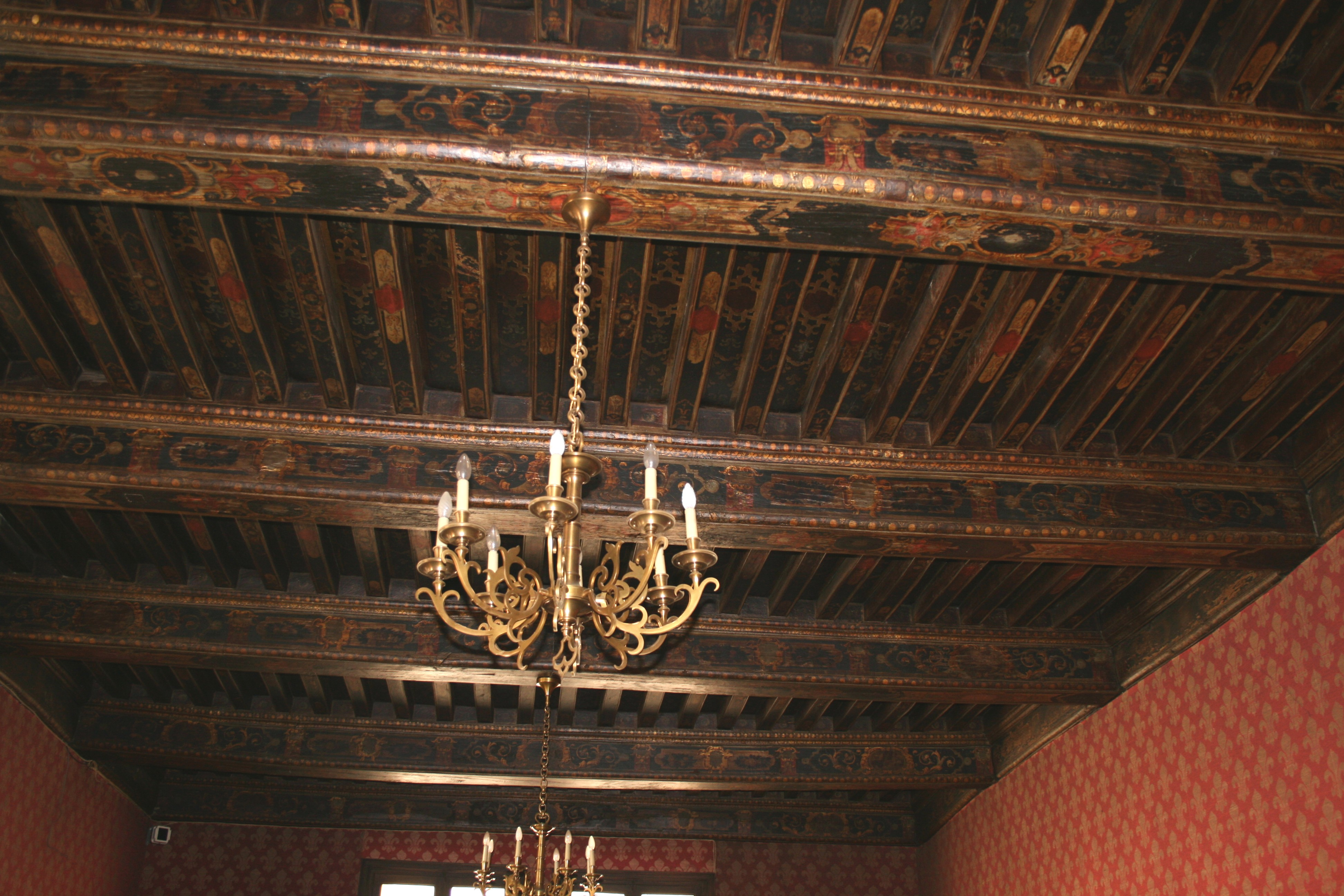
Plafond de la salle de la tournelle

#### Plaque d'information

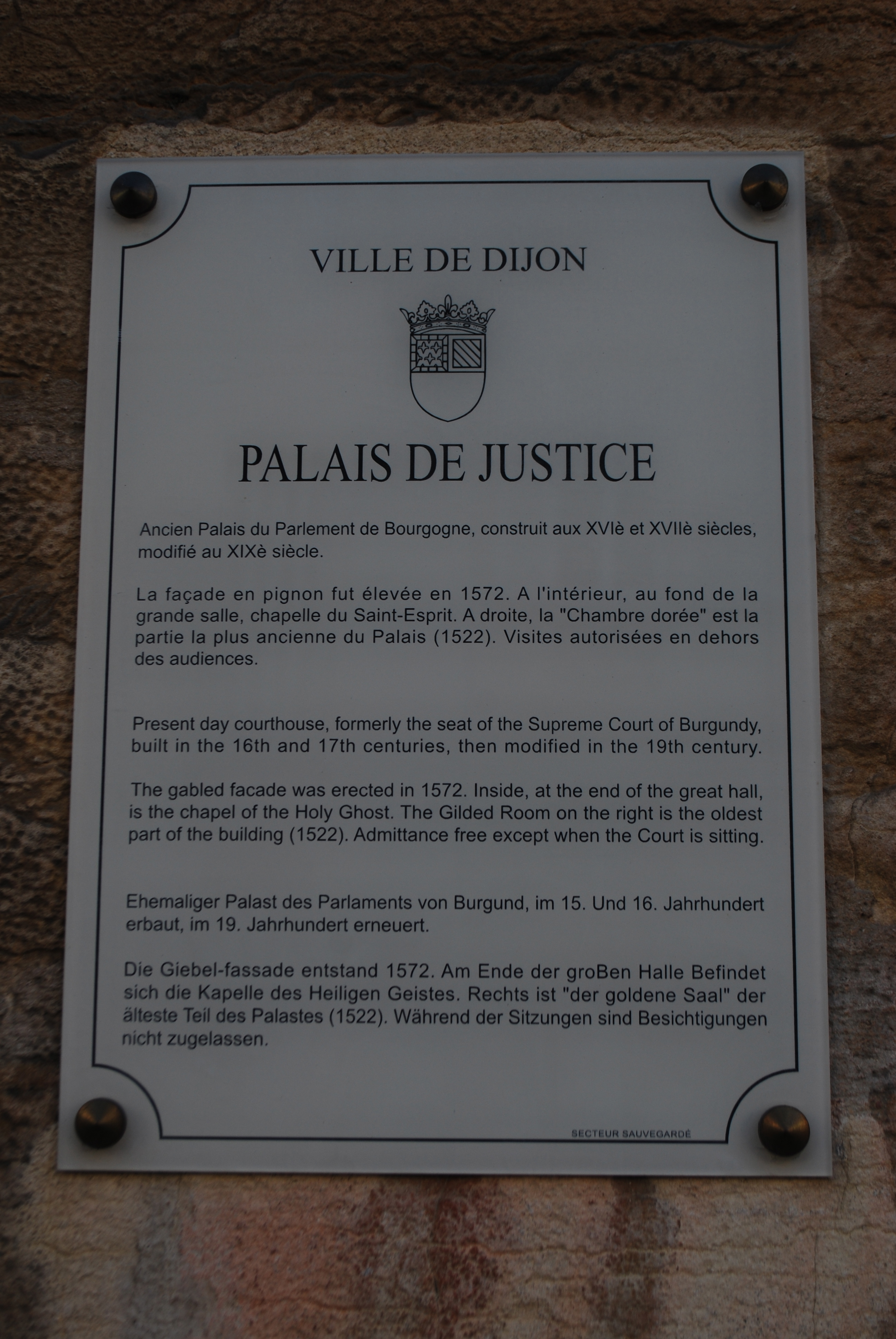
Fiche signalétique du bâtiment